# Daam Foulon
Daam Foulon, né le 23 mars 1999 à Malines en Belgique, est un footballeur belge qui joue au poste de défenseur au KV Malines.

## Biographie

### En club
Le 19 mars 2025, le Royal Antwerp FC annonce avoir recruté le défenseur malinois en vue de la saison 2025-2026. Daam Foulon s'engage avec le club anversois pour une durée de trois ans à l'issue de son contrat avec le KV Malines.

### En sélections nationales
Avec les moins de 17 ans, il délivre une passe décisive contre la Slovénie, le 24 septembre 2015. Ce match gagné 2-1 rentre dans le cadre des éliminatoires du championnat d'Europe. L'année suivante, il participe à la phase finale du championnat d'Europe des moins de 17 ans, organisée en Azerbaïdjan. Lors de cette compétition, il officie comme titulaire et joue quatre matchs. La Belgique s'incline en quart de finale face à l'Allemagne.
Avec les moins de 19 ans, il inscrit un but contre la Macédoine le 11 novembre 2017, lors des éliminatoires du championnat d'Europe des moins de 19 ans 2018. Toutefois, les Belges s'inclinent 1-2.

## Statistiques

### En club
| Saison                | Club                  | Championnat           | Championnat | Championnat | Championnat | Coupe(s) nationale(s) | Coupe(s) nationale(s) | Coupe(s) nationale(s) | Supercoupe | Supercoupe | Supercoupe | Autres compétitions | Autres compétitions | Autres compétitions | Autres compétitions | Total | Total | Total |
| Saison                | Club                  | Division              | M.          | B.          | P.d.        | M.                    | B.                    | P.d.                  | M.         | B.         | P.d.       | Comp.               | M.                  | B.                  | P.d.                | M.    | B.    | P.d.  |
| 2017-2018             | Waasland-Beveren      | Division 1A           | 0           | 0           | 0           | -                     | -                     | -                     | -          | -          | -          | PO2                 | 4                   | 0                   | 2                   | 4     | 0     | 2     |
| 2018-2019             | Waasland-Beveren      | Division 1A           | 11          | 0           | 0           | 1                     | 0                     | 0                     | -          | -          | -          | PO2                 | 7                   | 0                   | 4                   | 19    | 0     | 4     |
| 2019-2020             | Waasland-Beveren      | Division 1A           | 23          | 0           | 3           | 0                     | 0                     | 0                     | -          | -          | -          | -                   | -                   | -                   | -                   | 23    | 0     | 3     |
| 2020-2021             | Waasland-Beveren      | Division 1A           | 1           | 0           | 0           | -                     | -                     | -                     | -          | -          | -          | PO3                 | -                   | -                   | -                   | 1     | 0     | 0     |
| Sous-total            | Sous-total            | Sous-total            | 35          | 0           | 3           | 1                     | 0                     | 0                     | -          | -          | -          | -                   | 11                  | 0                   | 6                   | 47    | 0     | 9     |
| 2020-2021             | Benevento Calcio      | Serie A               | 23          | 0           | 0           | 1                     | 0                     | 0                     | -          | -          | -          | -                   | -                   | -                   | -                   | 24    | 0     | 0     |
| 2021-2022             | Benevento Calcio      | Serie B               | 27          | 1           | 3           | 1                     | 0                     | 1                     | -          | -          | -          | PO                  | 2                   | 0                   | 0                   | 30    | 1     | 4     |
| 2022-2023             | Benevento Calcio      | Serie B               | 31          | 2           | 1           | 1                     | 0                     | 0                     | -          | -          | -          | -                   | -                   | -                   | -                   | 32    | 2     | 1     |
| Sous-total            | Sous-total            | Sous-total            | 81          | 3           | 4           | 3                     | 0                     | 1                     | -          | -          | -          | -                   | 2                   | 0                   | 0                   | 86    | 3     | 5     |
| 2023-2024             | KV Malines            | Division 1A           | 29          | 2           | 2           | 1                     | 0                     | 0                     | 1          | 0          | 0          | PO2                 | 10                  | 1                   | 2                   | 41    | 3     | 4     |
| 2024-2025             | KV Malines            | Division 1A           | 20          | 3           | 4           | 2                     | 0                     | 1                     | -          | -          | -          | PO2                 | 2                   | 0                   | 0                   | 24    | 3     | 5     |
| Sous-total            | Sous-total            | Sous-total            | 49          | 5           | 6           | 3                     | 0                     | 1                     | 1          | 0          | 0          | -                   | 12                  | 1                   | 2                   | 65    | 6     | 9     |
| 2025-2026             | Royal Antwerp FC      | Division 1A           | 4           | 0           | 1           | -                     | -                     | -                     | -          | -          | -          | -                   | -                   | -                   | -                   | 4     | 0     | 1     |
| Total sur la carrière | Total sur la carrière | Total sur la carrière | 169         | 8           | 14          | 7                     | 0                     | 2                     | 1          | 0          | 0          | -                   | 25                  | 1                   | 8                   | 202   | 9     | 24    |

## Palmarès

### En club
|  |  | KV Malines - Supercoupe de Belgique : - Finaliste : 2023. |